# Maholányi József
Pohroncz-szelepcsényi báró Maholányi József (Pozsony, 1682. február 8. – 1730 után) magyar királyi kamarai tanácsos, író.

## Élete
Maholányi János és Péterffy Judit fia. Apja 1694-től 1699-ig, haláláig királyi személynök volt, bárói címet 1695. május 4-én kapott. Maholányi József 1699-ben Pozsonyban tanult, majd 1700-ban logikát hallgatott Bécsben. 1730-ban magyar királyi kamarai tanácsos lett. 

## Műve
- Vindex Pacis Hungariae Divus Rex Ladislaus Inclitae Nationis Hungarica Tutelaris, In Basilica D. Stephani Proto-Martyris Panegyrico celebratus, Deferente ... Gabriele Stephano Bellawicz de Bellay ... Inclytae Nationis Hungaricae Procuratore. Oratore ... Josepho Maholani ... Viennae, 1700.